# Compsoneura ulei
Compsoneura ulei là một loài thực vật có hoa trong họ Myristicaceae. Loài này được Warb. ex Pilg. mô tả khoa học đầu tiên năm 1905.